# توماس ويلسون (سياسي أمريكي، مواليد 1765)
توماس ويلسون (بالإنجليزية: Thomas Wilson)‏ هو محامي وسياسي أمريكي، ولد في 11 سبتمبر 1765 في ستونتون في الولايات المتحدة، وتوفي في 24 يناير 1826 في مورغانتاون في الولايات المتحدة. نشط حزبياً في الحزب الفيدرالي الأمريكي. وقد انتخب عضو مجلس نواب الولايات المتحدة عن ولاية فرجينيا وانتخب عضو مجلس ولاية فرجينيا وانتخب عضو مجلس النواب الأمريكي.